# Prudel Döhlen
Prudel Döhlen ist ein Naturschutzgebiet (NSG) im Landkreis Nordsachsen in Sachsen. Das 157 ha große Gebiet mit der NSG-Nr. L 52 erstreckt sich nördlich von Döhlen, einem Ortsteil der Gemeinde Beilrode.